# 霍童文昌阁
霍童文昌阁，是位于中国福建省宁德市蕉城区霍童镇街尾的一个清代古建筑，宁德市（县级）人民政府于1992年12月将其公布为第二批县级文物保护单位。
霍童文昌阁始建于清朝康熙三十七年（1698年），先后于乾隆二十年(1755年)、嘉庆二十二年(1817年)和1986年三次重修，占地面积约700平方米。